# Pithecheir parvus
Pithecheir parvus é uma espécie de roedor da família Muridae.
Apenas pode ser encontrada na Malásia.